# Melpattampakkam
Melpattampakkam es una ciudad y nagar Panchayat situada en el distrito de Cuddalore en el estado de Tamil Nadu (India). Su población es de 6887 habitantes (2011).

## Demografía
Según el censo de 2011 la población de Melpattampakkam era de 6887 habitantes, de los cuales 3475 eran hombres y 3412 eran mujeres. Melpattampakkam tiene una tasa media de alfabetización del 84,34%, superior a la media estatal del 80,09%: la alfabetización masculina es del 91,71%, y la alfabetización femenina del 76,81%.